# Callipia balteata
Callipia balteata là một loài bướm đêm trong họ Geometridae.